# Smicridea erecta
Smicridea erecta är en nattsländeart som beskrevs av Oliver S. Flint Jr. 1974. Smicridea erecta ingår i släktet Smicridea och familjen ryssjenattsländor. Inga underarter finns listade i Catalogue of Life.